# Jeźdźcy przeznaczenia
Jeźdźcy przeznaczenia (ang. Riders of Destiny) – amerykański western z 1933 roku w reżyserii Roberta N. Bradbury’ego, z udziałem Johna Wayne’a i Cecylii Parker.

## Fabuła
James Kincaid kontroluje źródła wody i żąda olbrzymich kwot od innych farmerów. Agent rządowy Sandy Saunders ma jakoś zaradzić tej sytuacji. Ma dwie opcje, albo uda mu się przywrócić rzekę na dawny szlak i osuszyć źródła Kincaida, albo odebrać mu ziemię. Na dodatek Sandy zakochuje się w córce jednego ze skrzywdzonych farmerów, Fey Denton.

## Obsada

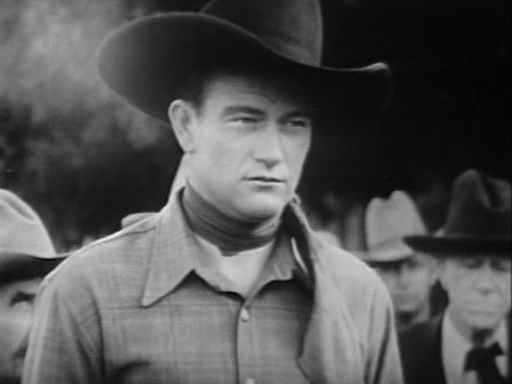
John Wayne jako Saunders

## Obsada[1]
- John Wayne – Sandy Saunders
- Cecilia Parker – Fay Denton
- Forrest Taylor – 	James Kincaid
- Gabby Hayes – Charlie Denton
- Al St. John – Bert
- Heinie Conklin – Elmer
- Yakima Canutt – Poplecznik
- Earl Dwire – Morgan
- Lafe McKee – Szeryf Bill Baxter